# Profundo carmesí
Profundo Carmesí és una pel·lícula mexicana dramàtica i de suspens de 1996 dirigida per Arturo Ripstein, escrita per Paz Alicia Garciadiego i protagonitzada per Regina Orozco i Daniel Giménez Cacho. La pel·lícula està basada en la història real de la parella d'assassins en sèrie Raymond Fernández i Martha Beck, que van cometre els seus crims als Estats Units durant la dècada de 1940. Fou estrenada a Mèxic amb un tall de 15 minuts per la censura. L'agost de 2018 fou reestrenada en la seva versió íntegra sense talls.

## Sinopsi
Mèxic, 1949. Quan l'espanyol Nicolás Estrella, un timador d'estar per casa, descobreix que Coral Fabre, una de les dones a les que ha estafat, ha abandonat als seus fills per a escapar-se amb ell, comprèn que un amor tan gran no pot ser fals. Per a realitzar un sacrifici així cal estimar en gran manera. D'aquesta manera, Nicolás comprèn que la seva vida passada ha estat buida i inútil. Ell mai ha estimat de debò, només se n'ha aprofitat de les dones. Però Coral ho ha deixat tot per ell i ha de correspondre-li.

## Repartiment
- Regina Orozco com Coral Fabre.
- Daniel Giménez Cacho com Nicolás Estrella.
- Marisa Paredes com Irene Gallardo.
- Patricia Reyes Spíndola com Sra. Ruelas
- Giovani Florido com Carlitos.
- Sherlyn com Teresa.
- Julieta Egurrola com Juanita Norton.
- Fernando Palavicini com Don Dimas.
- Esteban Soberanes com Barman.
- Rosa Furman com Sara Silberman.

## Premis i reconeixements
La pel·lícula va guanyar vuit Premis Ariel, incloent Millor Actor i Millor Actriu, a més d'haver estat nominada per a l'Ariel d'Or. Va ser reconeguda amb una menció honorífica en la categoria de cinema llatinoamericà a Sundance i va guanyar tres premis a la 53a Mostra Internacional de Cinema de Venècia i uns altres tres al Festival Internacional del Nou Cinema Llatinoamericà de l'Havana. Va ser la selecció mexicana per al premi Oscar a millor pel·lícula estrangera, però no va aconseguir obtenir la nominació.